# 서스위스 도서관 네트워크
서스위스 도서관 네트워크(프랑스어: Réseau des bibliothèques de Suisse occidentale, 영어: Library Network of Western Switzerland, RERO)는 1985년 서스위스의 로만디 프랑스어 사용 지역에 있는 여러 주요 도서관들에 의해 설립되었다. RERO는 "로만드 네트워크"(Réseau Romand)의 준말이다.
2020년까지 RERO는 제네바, 프리부르, 뇌샤텔의 학술 도서관을 포함하여 스위스의 대부분의 주립, 학술, 공공 및 전문 도서관을 포함했다. 그러나 2020년에 RERO에 참여했던 기관의 3분의 2가 경쟁 네트워크인 스위스커버리(Swisscovery)로 이동했다. 스위스커버리는 스위스 전역을 아우르며 대부분의 학술 기관을 포함한다.